# Fatoumata Samassékou
Pour les articles homonymes, voir Samassékou.
Fatoumata Samassékou, née le 3 décembre 1987 à Abidjan, est une nageuse malienne. Elle participe aux Jeux olympiques d'été de 2012 de Londres et aux Jeux olympiques d'été de 2016 de Rio de Janeiro.

## Carrière
En 2012, elle participe au 50 mètres nage libre féminin et termine en 62e position avec un temps de 31,88 secondes. En 2016, elle complète lors du même évènement un temps de 33,71 secondes avec une 81e place,,,.

## Vie personnelle
Samassékou vivait à ïssata Labita et a protesté en raison des faibles dédommagements accordées suites aux démolitions dans ce secteur pour la construction de routes vers l'aéroport.